# Tutume (sous-district du Botswana)
Tutume est un sous-district du Botswana.

## Villes
- Borolong
- Chadibe
- Changate
- Dagwi
- Dukwi
- Goshwe
- Gweta
- Jamataka
- Kutamogree
- Lepashe
- Mabesekwa
- Mafongo/Hobona
- Maitengwe
- Makobo
- Makuta
- Mandunyane
- Maposa
- Marapong
- Marobela
- Mathangwane
- Matobo
- Matsitama
- Mmanxotae
- Mmeya
- Mokubilo
- Mosetse
- Nata
- Natale
- Nkange
- Nshakashokwe
- Nswazwi
- Sebina
- Semitwe
- Senete
- Sepako
- Shashe-Mooke
- Shashe/Semotswane
- Tonota
- Tshokatshaa
- Tutume
- Zoroga